# دينيس أبياه
دينيس أبياه (بالفرنسية: Dennis Appiah)‏ (9 يونيو 1992 بتولوز في فرنسا - ) هو لاعب كرة قدم فرنسي في مركز الدفاع. شارك مع منتخب فرنسا تحت 16 سنة لكرة القدم ومنتخب فرنسا تحت 17 سنة لكرة القدم ومنتخب فرنسا تحت 18 سنة لكرة القدم ومنتخب فرنسا تحت 19 سنة لكرة القدم ومنتخب فرنسا تحت 20 سنة لكرة القدم. أما مع النوادي، فقد لعب مع نادي كاين ونادي موناكو.

## روابط خارجية
- دينيس أبياه على موقع رابطة كرة القدم الفرنسية للمحترفين (الإنجليزية)
- دينيس أبياه على موقع قاعدة بيانات كرة القدم.إي يو (الإنجليزية)
- دينيس أبياه على موقع ليكيب (الفرنسية)
- دينيس أبياه على موقع Soccerway.com (الإنجليزية)
- دينيس أبياه على موقع AS.com (الإسبانية)